# Altinget
 For alternative betydninger, se Altinget (flertydig). (Se også artikler, som begynder med Altinget)
Altinget (islandsk: Alþingi, norrønt: Alþingi) er Islands parlament og en af verdens ældste folkeforsamlinger. Altinget blev grundlagt i 930 på Þingvellir ca. 45 km øst for Reykjavik.
Selv efter Islands union med Norge, fortsatte forsamlingerne ved Þingvellir indtil 1799, hvor de blev afbrudt i nogle årtier. De blev genoptaget i 1844 og flyttet til Reykjavík, hvor Altinget har holdt til lige siden.
Parlamentsbygningen, Alþingishús blev bygget i 1881 af tilhuggede, islandske sten.

## Mandatfordeling
Altinget har 63 medlemmer, der efter Altingsvalget 2016 fordeler sig på syv partier.

### Altingsmedlemmer i perioden 2013–16
| Reykjavík Nord valgkreds | Reykjavík Syd valgkreds | Sydvestre valgkreds | Nordvestre valgkreds | Nordøstre valgkreds | Søndre valgkreds |
| --- | --- | --- | --- | --- | --- |
| 1. Illugi Gunnarsson (D) 2. Frosti Sigurjónsson (B) 3. Katrín Jakobsdóttir (V) 4. Össur Skarphéðinsson (S) 5. Brynjar Þór Níelsson (D) 6. Björt Ólafsdóttir (A) 7. Sigrún Magnúsdóttir (B) 8. Árni Þór Sigurðsson (V) 9. Birgir Ármannsson (D) T1. Helgi Hrafn Gunnarsson (Þ) T7. Valgerður Bjarnadóttir (S) | 1. Hanna B. Kristjánsdóttir (D) 2. Vigdís Hauksdóttir (B) 3. Sigríður I. Ingadóttir (S) 4. Pétur H. Blöndal (D) 5. Svandís Svavarsdóttir (V) 6. Róbert Marshall (A) 7. Guðlaugur Þór Þórðarson (D) 8. Karl Garðarsson (B) 9. Helgi Hjörvar (S) T2. Jón Þór Ólafsson (Þ) T5. Óttarr Proppé (A) | 1. Bjarni Benediktsson (D) 2. Eygló Harðardóttir (B) 3. Ragnheiður Ríkharðsdóttir (D) 4. Árni Páll Árnason (S) 5. Willum Þór Þórsson (B) 6. Jón Gunnarsson (D) 7. Guðmundur Steingrímsson (A) 8. Ögmundur Jónasson (V) 9. Vilhjálmur Bjarnason (D) 10.Þorsteinn Sæmundsson (B) 11.Katrín Júlíusdóttir (S) T4. Birgitta Jónsdóttir (Þ) T8. Elín Hirst (D) | 1. Gunnar Bragi Sveinsson (B) 2. Einar K. Guðfinnsson (D) 3. Ásmundur Einar Daðason (B) 4. Haraldur Benediktsson (D) 5. Guðbjartur Hannesson (S) 6. Elsa Lára Arnardóttir (B) 7. Jóhanna M. Sigmundsdóttir (B) T6. Lilja R. Magnúsdóttir (V) | 1. Sigmundur D. Gunnlaugsson (B) 2. Kristján Þór Júlíusson (D) 3. Höskuldur Þór Þórhallsson (B) 4. Steingrímur J. Sigfússon (V) 5. Líneik Anna Sævarsdóttir (B) 6. Valgerður Gunnarsdóttir (D) 7. Kristján L. Möller (S) 8. Þórunn Egilsdóttir (B) 9. Bjarkey Gunnarsdóttir (V) T3. Brynhildur Pétursdóttir (A) | 1. Sigurður I. Jóhannsson (B) 2. Ragnheiður E. Árnadóttir (D) 3. Silja Dögg Gunnarsdóttir (B) 4. Unnur Brá Konráðsdóttir (D) 5. Páll Jóhann Pálsson (B) 6. Oddný G. Harðardóttir (S) 7. Ásmundur Friðriksson (D) 8. Haraldur Einarsson (B) 9. Vilhjálmur Árnason (D) T9. Páll Valur Björnsson (A) |
| Forklaring: D = Selvstændighedspartiet; B = Fremskridtspartiet; S = Alliancen; V = Venstrepartiet – De Grønne; A = Lys Fremtid; Þ = Piratpartiet; T1-T9 = Tillægsmandat nr.1-9. Kilde: Morgunblaðið and Landskjörstjórn                                                                                      | | | | | |